# Club Balonmano Atlético de Madrid
Der Club Balonmano Atlético de Madrid war ein spanischer Handballverein.

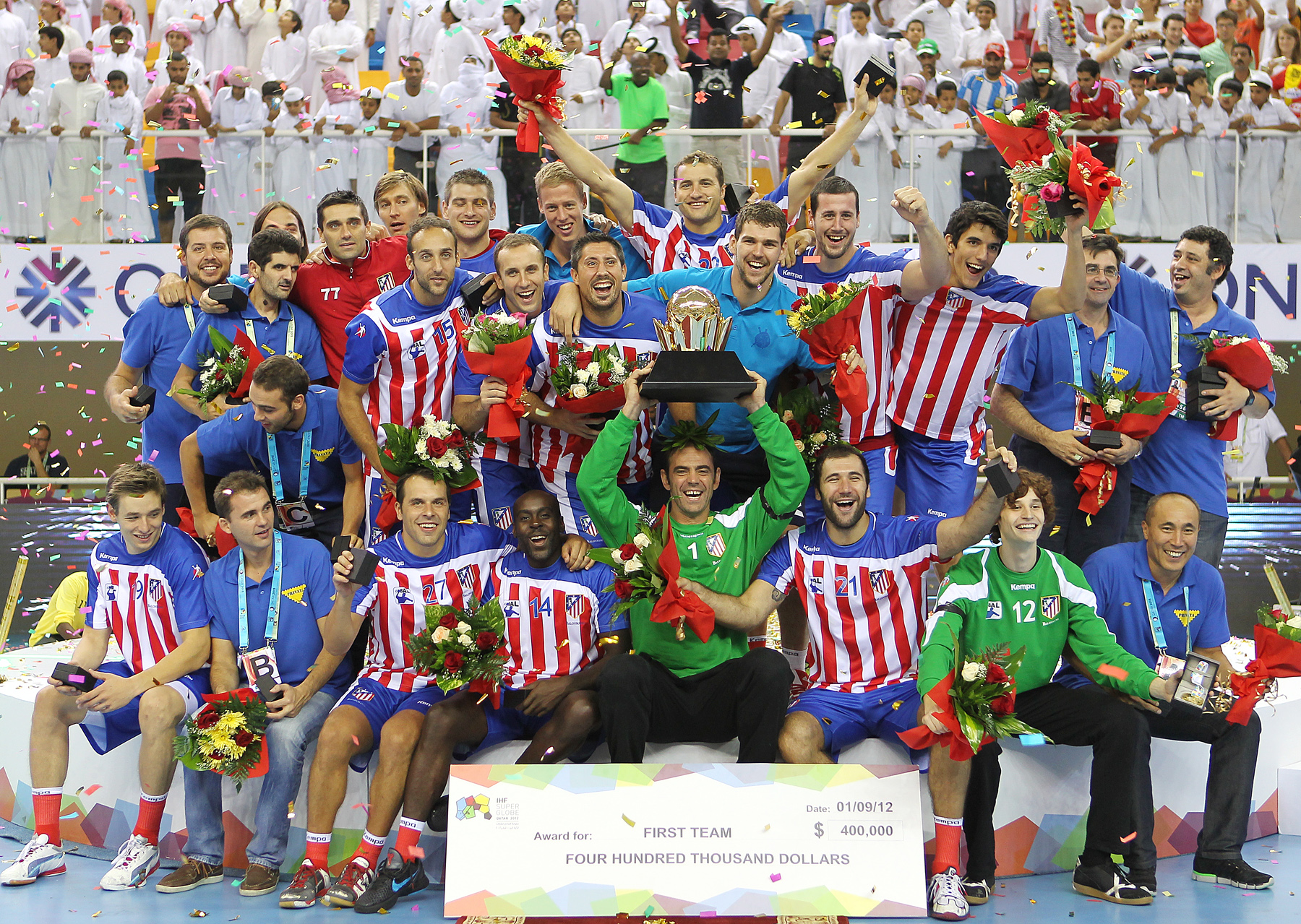
Die Mannschaft des Club Balonmano Atlético de Madrid mit dem IHF Super Globe (2012)

## Geschichte
Die in den 1920er Jahren gegründete Handballabteilung des Club Atlético de Madrid hatte von 1947 bis 1992 unter dem Namen Atlético de Madrid zu den Spitzenmannschaften im spanischen Handball gehört. Aus wirtschaftlichen Gründen war die Handballsparte eingestellt worden und die Mannschaft spielte von 1992 bis 1994 noch unter dem Namen Atlético Madrid Alcobendas, zog sich dann vom Spielbetrieb zurück.
Im Jahr 2005 bekundete der Vereinspräsident von Atlético Madrid, Enrique Cerezo, Interesse an der Wiederbelebung der Handballabteilung zur Saison 2006/07; erwogen wurden entweder ein Start in der zweiten Liga oder der Erwerb von Startrechten in der 1. Liga. Im Juli 2011 vereinbarte der Präsident des Club Balonmano Ciudad Real mit Atlético de Madrid das Sponsoring des neuen Unternehmens Club Deportivo Básico Balonmano Neptuno, was den Umzug der Spitzenmannschaft von Ciudad Real nach Madrid beinhaltete. Dort spielte man fortan unter dem Namen Club Balonmano Atlético de Madrid.
Am Ende der Spielzeit 2012/13 wurde der Verein aufgelöst, da die Schulden in Höhe von etwa einer Million Euro nicht beglichen werden konnten.
Dem Verein gelang zwei Mal der Gewinn des spanischen Pokals, ein Mal konnte der Supercup gewonnen werden. International nahm der Verein am IHF Super Globe teil, der 2012 gewonnen wurde. In der EHF Champions League verlor das Team das Finale der Saison 2011/12.

## Kader
Trainer der Mannschaft war Talant Dujshebaev. Zum Spielerkader gehörten Julen Aguinagalde, Ivano Balić, Joan Cañellas, José Javier Hombrados, Mariusz Jurkiewicz, Jonas Källman, Kiril Lazarov und Nikolaj Markussen.

## Spielstätte
Heimspielstätte des Vereins war der Palacio de Vistalegre in Madrid.

## Erfolge
- 2 × Copa del Rey: 2012, 2013
- 1 × Supercopa de España: 2012
- 1 × IHF Super Globe: 2012